# Society of Vertebrate Paleontology
La Society of Vertebrate Paleontology (SVP) fu fondata negli Stati Uniti d'America nel 1940 da amanti della paleontologia dei vertebrati. Sul suo sito internet dichiara che è «destinata esclusivamente a fini scientifici ed educativi. Lo scopo della società è far avanzare la scienza della paleontologia dei vertebrati e servire gli interessi comuni e facilitare la cooperazione delle persone interessate alla storia, all'evoluzione, all'anatomia comparativa e alla tassonomia dei vertebrati.»
La Society of Vertebrate Paleontology si occupa anche della conservazione dei siti di fossili. Tra le sue pubblicazioni si possono citare The Journal of Vertebrate Paleontology, The SVP Memoir Series, The News Bulletin, The Bibliography of Fossil Vertebrates, e la più recente Palaeontologia Electronica.